# 524 Fidelio
Fidelio (asteroide 524) é um asteroide da cintura principal com um diâmetro de 71,73 quilómetros, a 2,29477946 UA. Possui uma excentricidade de 0,12911191 e um período orbital de 1 562,29 dias (4,28 anos).
Fidelio tem uma velocidade orbital média de 18,34862158 km/s e uma inclinação de 8,22277083º.
Esse asteroide foi descoberto em 14 de Março de 1904 por Max Wolf. 
Nomeado em homenagem à única ópera de Ludwig van Beethoven — Fidelio.